# オクマルギー郡 (オクラホマ州)
オクマルギー郡（英: Okmulgee County）は、アメリカ合衆国オクラホマ州の中央部東に位置する郡である。2010年国勢調査での人口は40,069人であり、2000年の39,685人から1.0%増加した。郡庁所在地はオクマルギー市（人口12,321人）であり、同郡で人口最大の都市でもある。オクマルギー郡は、タルサ大都市圏に属している。

## 歴史
オクマルギー郡はマスコギー族インディアンの土地から1907年7月16日に創設され、当時の人口は14,362人だった。郡政府事務所は1916年までクリーク・カウンシルハウスに置かれ、この年に現在の郡庁舎が建設された。1910年の郡人口は21,115人であり、1930年には56,558人にまで増えた。

## 地理
アメリカ合衆国国勢調査局に拠れば、郡域全面積は702平方マイル (1,819 km2)であり、このうち陸地は697平方マイル (1,805 km2)、水域は5平方マイル (14 km2)で水域率は0.76%である。郡東部は東部ローランド地形学地域に入っており、西部はオーセージ平原にある。

### 隣接する郡
- タルサ郡 - 北
- ワゴナー郡 - 北東
- マスコギー郡 - 東
- マッキントッシュ郡 - 南東
- オクフスキー郡 - 南西
- クリーク郡 - 北西

## 郡政府
オクマルギー郡は3人の委員による郡政委員会で統治されている。

## 人口動態
以下は2000年の国勢調査による人口統計データである。
| 基礎データ - 人口: 39,685人 - 世帯数: 15,300 世帯 - 家族数: 10,694 家族 - 人口密度: 22人/km2（57人/mi2） - 住居数: 17,316軒 - 住居密度: 10軒/km2（25軒/mi2） 人種別人口構成 - 白人: 69.73% - アフリカン・アメリカン: 10.20% - ネイティブ・アメリカン: 12.58% - アジア人: 0.19% - 太平洋諸島系: 0.02% - その他の人種: 0.61% - 混血: 6.40% - ヒスパニック・ラテン系: 1.95% 年齢別人口構成 - 18歳未満: 26.9% - 18-24歳: 9.5% - 25-44歳: 25.3% - 45-64歳: 23.3% - 65歳以上: 15.1% - 年齢の中央値: 37歳 - 性比（女性100人あたり男性の人口） - 総人口: 95.2 - 18歳以上: 90.8 | 世帯と家族（対世帯数） - 18歳未満の子供がいる: 32.0% - 結婚・同居している夫婦: 52.8% - 未婚・離婚・死別女性が世帯主: 13.1% - 非家族世帯: 30.1% - 単身世帯: 27.1% - 65歳以上の老人1人暮らし: 12.6% - 平均構成人数 - 世帯: 2.53人 - 家族: 3.06人 収入と家計 - 収入の中央値 - 世帯: 27,652米ドル - 家族: 33,987米ドル - 性別 - 男性: 29,935米ドル - 女性: 20,861米ドル - 人口1人あたり収入: 14,065米ドル - 貧困線以下 - 対人口: 18.9% - 対家族数: 14.9% - 18歳未満: 24.9% - 65歳以上: 15.5% |

## 都市と町
| - ベッグス - デューワー - グレイソン | - ヘンリエッタ - ホフマン - レイバティ | - モリス - オクマルギー - 郡庁所在地 | - プレストン - シュルター - ウィンチェスター |